# 伯牙山

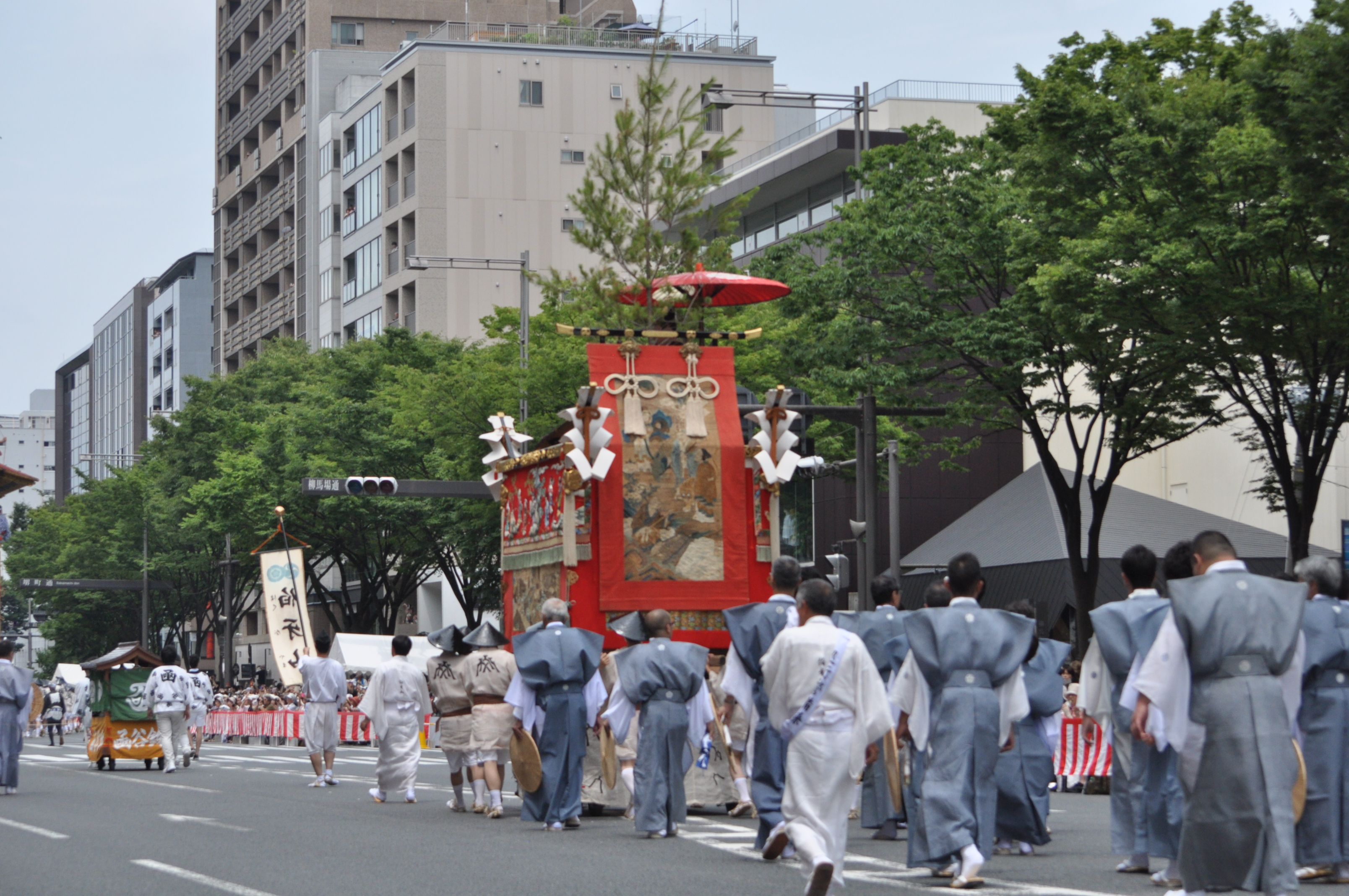
伯牙山（2009年2017年7月17日撮影）

伯牙山（はくがやま）は祇園祭先祭の山の一つ。

## 由来
別名「琴破山」「琴割り山」。中国古典で語られる琴の名手で、親友の死後は弦を断ったという伯牙にちなむ。また別の琴の名手戴逵の物語も重ねられているという。